# 安娜·伯尔博苏
安娜·玛丽亚·伯尔博苏（羅馬尼亞語：Ana Maria Bărbosu，2006年7月26日—），罗马尼亚女子竞技体操运动员。她曾代表罗马尼亚参加2024年夏季奥林匹克运动会体操比赛，获得女子自由体操铜牌。